# Erik Lundquist
Erik Lundquist   (Estocolm, 29 d'abril de 1896 - Estocolm, 20 d'agost de 1961) va ser un tirador suec que va competir en els anys posteriors a la Primera Guerra Mundial.
El 1920 va prendre part en els Jocs Olímpics d'Anvers, on guanyà la medalla de bronze en la competició de fossa olímpica per equips del programa de tir. Quatre anys més tard, als Jocs de París, disputà dues proves del programa de tir. Fou quart en la competició de fossa olímpica per equips i vint-i-quatrè en la prova individual.